# Marion (Carolina do Norte)
Marion é uma cidade localizada no estado norte-americano de Carolina do Norte, no Condado de McDowell.

## Demografia
Segundo o censo norte-americano de 2000, a sua população era de 4943 habitantes.
Em 2006, foi estimada uma população de 5057, um aumento de 114 (2.3%).

## Geografia
De acordo com o United States Census Bureau tem uma área de
8,8 km², dos quais 8,8 km² cobertos por terra e 0,0 km² cobertos por água.

## Localidades na vizinhança
O diagrama seguinte representa as localidades num raio de 28 km ao redor de Marion.